# Tom Erixon
Tom Erixon, född 1960, är en svensk jurist och företagsledare.
Erixon tillträdde som verkställande direktör och koncernchef för Alfa Laval den 1 mars 2016. Dessförinnan var han vice VD för Ovako från år 2011. Han började på Sandvik år 2001 och var under 1990-talet anställd på Boston Consulting Group. Erixon är jurist med examen från Lunds universitet och har en MBA från IESE Business School i Spanien.